# Валтер Нојгебауер
Валтер Нојгебауер (Тузла, 28. март 1921 − Геретсрид, 31. маја 1992) је био југословенски, хрватски и њемачки цртач стрипова, сликар и илустратор. аниматор, сценариста и редитељ цртаних филмова и карикатуриста. Режисер је "Великог Митинга" (1951) првог анимираног филма у ФНР Југославији.

## Биографија
Рођен је 1921. године у породици њемачких досељеника у Тузли. Три године касније пресељен је са породицом у Загреб. За цртање се заинтересовао још у најранијем детињству. Имао је свега 11 година када је почео да илуструје песмице које је његов старији брат Норберт објављивао у дечјим листовима. Дебитантски рад на стрипу Валтер Нојгебауер је објавио октобра 1935. године, у 17. броју загребачке ревије "Око". Била је то гег-табла "Попај и кокосов орах", коју је Валтер нацртао према Норбертовом тексту, а по узору на оригинални лик Елзија Крислера Сегара. Исте године за "Око" почиње да креира "Доживљаје Насредин Хоџе" и од тада цртање стрипова постаје његова професионална преокупација. Текстове многе његове сторије писаће Норберт Нојгебауер, који се такође трајно определио за рад на стрипу, затим Бранко Ковач, Марцел Чукли, Звонимир Фуртингер и др. Веома често се и сам налазио у улози сценаристе. У наредном периоду сарађује са већим бројем листова: "Хрватским дневником", "Новостима", "Веселим забавником", "Mickey стрипом", "Тарцаном" и "Мика Мишом". Већ тада је креирао и своје најпопуларније јунаке Џека Џексона и Бимба Бамбуса.
Са 17 година, заједно са братом, (5. октобра 1938) покреће свој први лист "Весели вандрокаш". Иако је лист био кратког вијека Нојгебауер стекао је велико искуство. Са још неколико цртача 1939. покреће први југословенски стрип магазин "Mickey стрип" за који у сарадњи са братом Норбертом креирао стрип серијал Бимбо Бамбус. Валтер је био укључен у рад још два стрип часописа чији је рад прекинут окупацијом Краљевине Југославије у Другом свјетском рату. Током окупације 1943. године, после другог покушаја, Валтер Нојгебауер успјева да покрене лист "Забавник", у коме ће објавити неколико сопствених ремек-дела и изврсне радове Андрије Мауровића. Први број новог "Забавника" 9. маја 1943, а посљедњи (103 број) штампан је 9. маја 1945. али није продаван.
Непосредно после ослобођења, у току 1945. године, Валтер Нојгебауер учествује у производњи првих цртаних филмова у нашој земљи. Укључивши се у рад загребачког "Филмског подузећа – Дирекције за Хрватску", успева да реализује пробни филм "Црвић" и два пропагандна: "Усмене новине" и "Сви на изборе" Током 1951. године, у оквиру редакције хумористичког листа "Керемпух", креиран је први дужи домаћи цртани филм "Велики митинг", а главни цртач и аниматор био је Валтер Нојгебауер. Тиме се, међутим, његов рад на цртаном филму не завршава. Учествовао је у оснивању "Дуге филма", био је први предсједник њеног умјетничког савјета, а својим искуством доприњео је оспособљавању многих других цртача. Касније је као цртач и аниматор радио на низу рекламних филмова у производњи "Интерпублика", а затим и у "Загреб филму". Пионирски рад на цртаном филму, ипак није одвојио Валтера Нојгебауера од стрипа. Већ 1951. године, почиње да црта нове сторије за загребачки "Илустрирани вјесник", а затим ће објављивати радове у читавом низу листова: "Пиониру", "Хоризонтовом забавнику", "ВУС-у", "Петку", "Мики стрипу", "Глобусу", "Плавом вјеснику", "Малом јежу", "Стрип ревији" и "Вечерњем листу". Са изузетком неколико првих радова из овог периода, Валтер Нојгебауер постепено напушта начин цртања и све више прибјегава стилизацији и крајњим поједностављењима у цртежу. И мада ће истовремено објавити своја најбоља остварења у реалистичном маниру ( "Први људи на мјесецу", "40.000 миља под морем" и "Морски џаво"), Валтер Нојгебауер у раду на хумористичком стрипу више не инсистира на квалитету, већ предност даје обиму своје продукције.
Половином педесетих година, Валтер Нојгебауер успоставља са радњу са познатим минхенским издавачем Ролфом Кауком, да би се неколико година касније дефинитивно преселио у Минхен, где ће све до 1972. године као уметнички директор водити комплетну Каукину продукцију. Многи од популарних ликова из Каукиних издања настали су под виртуозном руком Валтера Нојгебауера. Један од стрипова рођених у овом периоду објављен је и у Југославији. "Ваумана" је објавио "Наш стрип”, 1983. године.

## Стрипографија
"Око"
- "Попај и кокосов орах" 1935. (сценарио Норберт Нојгебауер)
- "Доживљаји Насредин Хоџе" 1935/37. (сценарио Норберт Нојгебауер)

"Хрватски дневник" 
- "Мудра мачкица" 1936. (сценарио Бранко Ковач)
- "Цик и Цак" 1936. (сценарио Бранко Ковач)

"Новости"
- "Дадо и његови клубаши" 1937/38. (сценарио Норберт Нојгебауер)

"Весели забавник" 
- "Наши рантапланци" 1938. (сценарио Норберт Нојгебауер)

"Mickey стрип"
- "Мишкецове згоде и незгоде” 1938. (сценарио Фрањо Фуис)
- "Весели вандрокаши" 1938. (сценарио Норберт Нојгебауер)
- "Jack Jackson и Бимбо Бамбус у афричкој џунгли" 1938. (сценарио Норберт Нојгебауер)
- "Рат светова" 1939. (сценарио Норберт Нојгебауер)

"Тарцан"
- "Краљ кријумчара" 1938. (сценарио Бранко Ковач)

"Весели вандрокаш" 
- "Гусарска оставштина” 1938. (сценарио Норберт Нојгебауер)
- "Цик и Цак" – епизода: "Паклени јахачи" 1938. (сценарио Бранко Ковач)
- "Весели вандрокаши” 1938/39. (сценарио Норберт Нојгебауер)
- "Згоде Дика извидника" 1938/39. (сценарио Норберт Нојгебауер)
- "Winetou" 1. део, 1938/39. (према роману Карл Маја обрадио Норберт Нојгебауер)
- "Јахачи румене кадуље" 1938/39. (према делу Зејн Греја обрадио Норберт Нојгебауер)
- "Божићна симфонија" 1938. (сценарио Бранко Ковач)
- "Три лијенчине" 1939. (сценарио Норберт Нојгебауер)
- "Ја сам смрт" 1939. (сценарио Бранко Ковач)
- "Музеј воштаних фигура" 1939. (сценарио Бранко Ковач)
- "Пуж бескућник" 1939. (сценарио Норберт Нојгебауер)
- "Тајна фараонове гробнице" 1939. (сценарио Норберт Нојгебауер)
- "Гусарски бог Птаа" 1939/40. (сценарио Норберт Нојгебауер)
- "Мртвачка рука" (други део стрипа "Ја сам смрт") 1939. (сценарио Бранко Ковач)
- "Winetou" – II део, 1939/40. (сценарио Норберт Нојгебауер) недовршено
- "Још живи Робинзон" 1939/40. (сценарио Норберт Нојгебауер)
- "Божанство прашуме" 1939/40. (сценарио Норберт Нојгебауер)
- "Украдени нацрти" 1939/40. (сценарио М. Павер)
- "Зачарана фарма” 1940. (сценарио Бранко Ковач) недовршено
- "Необична баштина” 1940. (сценарио Норберт Нојгебауер) недовршено
- "Велики излет малог Дика 1940. (сценарио Норберт Нојгебауер) недовршено

"Нови вандрокаш"
- "Тарзан” 1940. (према Бероузовом роману обрадио Норберт Нојгебауер) недовршено
- "Дивљи запад у пламену” 1940. (сценарио Норберт Нојгебауер) недовршено
- "Златни оток” 1940. (сценарио Норберт Нојгебауер) недовршено
- "Зачарана фарма” – нова епизода 1940. (сценарио Бранко Ковач) недовршено
- "Jack Jackson и Бимбо Бамбус на сјеверном полу” 1940. (сценарио Норберт Нојгебауер) недовршено

"Мика Миш"
- "Буна у Конгу” 1938. (сценарио Бранко Ковач)
- "Рат шпијуна” 1939/40. (сценарио Бранко Ковач)
- "Зрински и Франкопан” 1941. (сценарио Бранко Ковач) недовршено

"Забавник"
- "Патуљак Носко” 1943. (сценарио Норберт Нојгебауер)
- "Бимбо Бамбус и Ханс Ханзек" 1943. (сценарио Норберт Нојгебауер)
- "Рођак из каменог доба” 1943. (сценарио Норберт Нојгебауер)
- "Гладни краљ” 1943/44. (сценарио Норберт Нојгебауер)
- "Шумска поста” 1943/44. (сценарио Норберт Нојгебауер)
- "Шиц миц” 1943/45. (сценарио Норберт Нојгебауер)
- "Јуричине пустоловине” 1943/45. (сценарио Норберт Нојгебауер)
- "Згоде и незгоде малог Даде” 1943/45. (сценарио Норберт Нојгебауер)
- "Тарзановим стопама” 1943/44. (сценарио Норберт Нојгебауер)
- "Зврк – Збрк” 1943/44. (сценарио Норберт Нојгебауер)
- "Мали Мук” 1944. (према причи В. Хауфа обрадио Норберт Нојгебауер)
- "Лучки извидници” 1945. (сценарио Норберт Нојгебауер)
- "Јагленац и Рутвица" 1945. (према бајци Иване Брлић Мажуранић обрадио Норберт Нојгебауер) недовршено
- "Забавникова" ванредна издања
- "Обиестни пјетлић” 1943. (сценарио Норберт Нојгебауер)
- "Први међу задњима” 1943. (сценарио Норберт Нојгебауер)

"Илустрирани вјесник"
- "Закопано благо” 1951. (сценарио Норберт Нојгебауер)
- "Зим – Зум" 1951. (сценарио Норберт Нојгебауер)
- "Инка Факинка” 1951. (сценарио Норберт Нојгебауер)
- "Анка Враголанка” 1951. (сценарио Норберт Нојгебауер)

"Пионир"  
- "Дјетел – градски неваљанац” 1952. (сценарио Норберт Нојгебауер)
- "Вјесников забавни тједник”
- "Прича с руба шуме” 1952. (сценарио Норберт Нојгебауер) недовршено (у целости објављено 1958. у недељнику "ВУС”)
- "Хоризонтов забавник"
- "Краљева миљеница” 1952. (сценарио Норберт Нојгебауер)
- "Незнанац” 1952. (цртао га само неко време – сценарио Никша Фулгози)
- "Тарзановим стопама” (нова верзија) 1952/53. (сценарио Норберт Нојгебауер)

"ВУС"
- "Град на облацима” 1952. (сценарио Норберт Нојгебауер)
- "Петко"
- "Чаробни мачак” 1953. (сценарио Норберт Нојгебауер)
- "Незадовољни зеко” 1953. (сценарио Норберт Нојгебауер)
- "Јеленко Каменко” 1953. (сценарио Норберт Нојгебауер)
- "Први људи на мјесецу”1953. (према роману Х. Џ. Велса обрадио Норберт Нојгебауер) недовршено
- "Roy Thorne” 1953. (сценарио Марцел Чукли) недовршено

"Мики стрип"
- "Први људи на мјесецу” (настављен из .Петка") 1954.
- "Roy Thorne” 1954. (сценарио Марцел Чукли)
- "40.000 миља под морем” 1954. (према роману Жила Верна обрадио Норберт Нојгебауер) недовршено
- "Сателит земље XXVIII" 1954.

"Глобус"
- "Незнанац из свемира” 1954. (сценарио Звонимир Фуртингер)

"Плави вјесник" 
- "40.000 миља под морем” (настављен из "Мики стрипа") 1954/55.
- "Зачарана тапета” 1954. (сценарио Норберт Нојгебауер)
- "Гусарско благо” 1954/55. (сценарио Норберт Нојгебауер)
- "Тко се задњи смије” 1956. (сценарио Норберт Нојгебауер)
- "Заплетена прича” 1958. (сценарио Норберт Нојгебауер)
- "Том и Мало Медвјеђе Срце” 1959. (сценарио Норберт Нојгебауер)
- "Том на родеу” 1959. (сценарио Норберт Нојгебауер)
- "У лову уловљен” 1959/60. (сценарио Норберт Нојгебауер)
- "Опасно цвијеће” 1960. (сценарио Норберт Нојгебауер)
- "У лову на медвједа” 1960. (сценарио Норберт Нојгебауер)
- "Ноћни риболов” 1960. (сценарио Норберт Нојгебауер)
- "Тајанствени трагови” 1960. (сценарио Норберт Нојгебауер)
- "Одбјегли зец” 1960. (сценарио Норберт Нојгебауер)
- "Трагом јутарње звијезде” 1960. (сценарио Норберт Нојгебауер)
- "Прадједова пушка” 1960. (сценарио Норберт Нојгебауер)
- "Злато у потоку” 1960. (сценарио Норберт Нојгебауер)
- "Кануом до логора” 1960/61. (сценарио Норберт Нојгебауер)
- "С коња на магарца” 1961. (сценарио Норберт Нојгебауер)
- "Морски џаво” 1962. (према делу А. Бељајева обрадио Норберт Нојгебауер)
- "Том и Мало Медвјеђе Срце” 1962. (сценарио Норберт Нојгебауер)
- "Том и Мало Медвјеђе Срце” 1962. (сценарио Норберт Нојгебауер)
- "С дједом у лов на јелене” 1962. (сценарио Норберт Нојгебауер)
- "Том и Мало Медвјеђе Срце” 1962. (сценарио Норберт Нојгебауер)
- "Којоти” 1962/63. (сценарио Норберт Нојгебауер)
- "С коња на магарца” 1963/64. (сценарио Норберт Нојгебауер)
- "Рат с мишевима” 1964. (сценарио Норберт Нојгебауер)
- "Оток изгубљених бродова” 1964. (према делу А. Бељајева обрадио Норберт Нојгебауер)
- "Опасан улов” 1964. (сценарио Норберт Нојгебауер)
- "Крадљивци оваца” 1964. (сценарио Норберт Нојгебауер)
- "Дивљи коњ” 1964/65. (сценарио Норберт Нојгебауер)
- "Штедна књижица” 1965. (сценарио Норберт Нојгебауер)
- "Ловци на злато” 1965. (сценарио Норберт Нојгебауер)
- "Лов на пуму” 1965. (сценарио Норберт Нојгебауер)
- "Винету” (друга верзија) 1965/66. (према роману Карла Маја обрадио Норберт Нојгебауер)
- "Извор зла” 1965/66. (сценарио Норберт Нојгебауер)

"Мали јеж"
- "Том и Биберче” 1961/62. (сценарио Норберт Нојгебауер)
- "Вртлог изненађења” 1962. (сценарио Норберт Нојгебауер)
- "Испирачи злата” 1962. (сценарио Норберт Нојгебауер)
- "Несташан зека” 1962. (сценарио Норберт Нојгебауер)
- "Том и Биберче" 1962. (сценарио Норберт Нојгебауер)
- "Том и Биберче” 1964. (сценарио Норберт Нојгебауер)
- "Старински сат” 1964. (сценарио Норберт Нојгебауер)
- "Усољене рибе” 1964. (сценарио Норберт Нојгебауер)
- "Том и Биберче" 1964. (сценарио Норберт Нојгебауер)
- "Том и Биберче" 1964. (сценарио Норберт Нојгебауер)
- "Том и Биберче" 1964/65. (сценарио Норберт Нојгебауер)

"Стрип ревија"
- "Миша у свемиру” 1962/63. (сценарио Валтер Нојгебауер)
- "Миша у свемиру” - епизода: "Гусари свемира” 1963. (сценарио Валтер Нојгебауер)
- "Миша у свемиру" 1963. (сценарио Валтер Нојгебауер)

"Вечерњи лист"
- "Инка" 1962. (сценарио Норберт Нојгебауер)

"Наш стрип"  
- "Vauman” 1983. (сценарио Р. Geisler)